# امرینگ
امرینگ (به آلمانی: Amering) یک سکونتگاه مسکونی در اتریش است که در Murtal District واقع شده‌است.

## خصوصیات
امرینگ ۴۸ کیلومترمربع مساحت دارد ۴۰۷ متر بالاتر از سطح دریا واقع شده‌است.